# El Debate (México)
El Debate es un periódico de Sinaloa propiedad de Empresas El Debate. Fue fundado en la ciudad de Los Mochis, Sinaloa por Manuel Moreno Rivas el 21 de marzo de 1941.
En 2021, las publicaciones de El Debate alcanzaban 210 millones de usuarios al mes.
En 2022, El Debate consolidó su impresión en Culiacán, clausurando su antigua imprenta de Los Mochis.